# Tyler Kalinoski
Tyler Kalinoski (nacido el 19 de diciembre de 1992 en Cincinnati, Ohio) es un jugador de baloncesto estadounidense que pertenece a la plantilla del Unicaja Málaga de la Liga Endesa. Con 1,93 metros de altura, juega en la posición de escolta.

## Trayectoria deportiva
El jugador, formado en Davidson, llegó a Europa en 2015, para jugar en las filas del Elan Chalon donde promedió 16.7 puntos, 5.7 rebotes y 4.1 asistencias por partido en la temporada 2015-2016.
En 2016 fichó por el AE Apollon Patras de la liga griega, donde realizaría unos promedios de 10.8 puntos, 4.9 rebotes y 1.6 asistencias por partido.
En junio de 2017, se convierte en jugador de los Antwerp Giants de la Scoore League.
En la temporada 2020-21, juega en el Basket Brescia Leonessa, con el que disputa 25 partidos en los que promedió 10,5 puntos en la Serie A italiana, con un 43,5 % de acierto en los triples.
El 30 de julio de 2021, llega a España y firma por una temporada con el CB Breogán de la Liga Endesa. En el conjunto gallego disputa 33 partidos en los que promedia 11,3 puntos, 3,3 rebotes, 1,9 asistencias y 10,5 de valoración con un 47% en triples (el 3º mejor porcentaje de la competición), anotando 2,3 por encuentro.
A finales de 2021 obtiene la nacionalidad belga tras contraer matrimonio con una ciudadana de este país
El 2 de julio de 2022, firma por el Unicaja Málaga de la Liga Endesa.